# (5875) Kuga
(5875) Kuga (1989 XO) – planetoida z pasa głównego asteroid okrążająca Słońce w ciągu 3,67 lat w średniej odległości 2,38 j.a. Odkryta 5 grudnia 1989 roku.